# Джон Мелчер
Джон Мелчер (англ. John Melcher; 6 вересня 1924, Су-Сіті, Айова — 12 квітня 2018, Міссула, Монтана) — американський політик-демократ. Він представляв штат Монтана в обох палатах Конгресу США, спочатку у Палаті представників з 1969 по 1977, а потім у Сенаті з 1977 по 1989 роки.
Мелчер навчався в Університеті Міннесоти. Потім він служив в армії США під час Другої світової війни (76-а піхотна дивізія в Європі). Він був поранений у бою в Німеччині і нагороджений Пурпуровим серцем, Знаком бойового піхотинця і Бронзовою Зіркою. У 1950 році він закінчив Університет штату Айова, де вивчав ветеринарну медицину. Мелчер працював ветеринаром у штаті Монтана. Він обирався мером Форсайта, членом Палати представників Монтани і членом Сенату Монтани.